# Paraclostridium sordellii
Paraclostridium sordellii – Gram-dodatnia laseczka kolonizująca drogi rodne u 0,5–10,0% kobiet. Bywa ona sporadycznie przyczyną poważnych zakażeń podczas zabiegów ginekologicznych i położniczych.
Kilka (od 6 do 8) przypadków sepsy spowodowanej tymi gatunkami było odnotowanych po procedurze aborcji farmakologicznej na terenie Stanów Zjednoczonych i Kanadzie w latach 2000–2010. Cytowane zgłoszenia, chociaż niepokojące, nie były przyczyną prób wycofywania leku, gdyż ogólna śmiertelność związana z zastosowaniem tabletek wczesnoporonnych jest mimo to niska. Należy zauważyć jednak, że pojedynczy przypadek wykryty podczas kanadyjskich badań klinicznych przyczynił się do zaniechania jego rejestracji.
Na razie brak dowodu, który mógłby wykazać, że bezpośrednią przyczyną tych infekcji były zastosowane leki. Na temat możliwej patogenezy istnieją różne przypuszczenia:
- zwiększenie światła szyjki macicy ułatwia zakażenie drogą wstępującą[7],
- przejściowa blokada receptorów dla glikokortykoidów może upośledzać wydzielanie cytokin zapalnych[1],
- toksyny P. sordellii (podobnie jak mifepriston) powodują brak przeciwwagi dla TNF-α[8].

Brak zgłoszeń o zachorowaniach na terenie Europy może być związany z odmiennym wykonaniem procedury. Aplikacja dopochwowa mizoprostolu (drugiego składnika metody) jest mało rozpowszechniona – prostaglandyny podaje się zazwyczaj doustnie. W razie wykorzystania globulek dopochwowych osłonowo podaje się antybiotyk. Z powyższych względów również w USA zaczęto stosować zapobiegawczo antybiotykoterapię podczas wykonywania zabiegu, co wiązało się to ogólnym spadkiem ilości infekcji oraz całkowitym brakiem zakażeń P. sordellii.